# Riccardo Nielsen
Riccardo Nielsen (* 3. März 1908 in Bologna; † 31. Januar 1982 in Ferrara) war ein italienischer Komponist und Musikwissenschaftler. Mit seinem kompositorischen Schaffen folgte er zunächst dem Neoklassizismus, ab 1942 dann der Zwölftonmusik. Nielsen trat auch als Herausgeber altitalienischer Musik hervor.

## Leben und Werk
Riccardo Nielsen wurde am 3. März 1908 in eine Medizinerfamilie dänischen Ursprungs hineingeboren. Er studierte Komposition bei Carlo Gatti (1876–1965) in Mailand und besuchte das Liceo Giovanni Battista Martini in Bologna, wo er 1931 als Privatschüler seinen Abschluss machte. Anschließend studierte er in Salzburg bei Bernhard Paumgartner. In Rom besuchte er Spezialkurse bei Alfredo Casella.
Nielsens frühe Kompositionen weisen eine moderate Anlehnung an Casellas neoklassischen Stil auf. Sie zeichnen sich durch eine hohe formale Sorgfalt und durch einen „Geist der Klangforschung“ aus. Beispielhaft hierfür steht das Klaviertriptychon „Ricercare Corale Toccatasul nome di Bach“. Hier zeigt Nielsen seine Fähigkeit, sich mit den musikalischen Formen der italienischen Renaissance auseinanderzusetzen.
Die Anfang 1946 komponierte „La Musica per archi“ gilt als strenge Zwölftonkomposition. Das Werk wurde erstmals im selben Jahr beim Festival für zeitgenössische Musik in Venedig präsentiert.. Mit formaler Struktur unter Verwendung „klassischer“ Formen in Stücken wie „Sarabande“, „Madrigale“, „Toccata“, „Rezitativ“ oder in Stücken mit Variationsthemen wie „Notturno“, „Marcia funebre“ unterstreicht Nielsen die Einhaltung der von der Wiener Schule verwendeten Verfahren. Nielsen erzeugt hier eine „Stimmung der Verzweiflung oder des herzzerreißenden und vergeblichen Wartens“.
Mit „La via di Colombo“ (Text von Alessandro Piovesan und Massimo Bontempelli), einer einaktigen Radiooper für Solisten, Chor und Orchester, formulierte Nielsen einige Aspekte seiner Tonsprache neu und präzisierte diese. Das Werk, dem drei symphonische Stücke vorangestellt sind („Tre Studi per La via di Colombo“), dramatisiert die Reise von Christoph Kolumbus bis zu seiner Landung in der Neuen Welt. Der Chor der an Land gehenden Matrosen singt die Melodie der gregorianischen Antiphon Salve Regina, während das Orchester einen Vortrag im Stil einer Passacaglia bietet.
Von 1946 bis 1950 wirkte Nielsen als Intendant des Stadttheaters von Bologna. Er widmete sich der Renovierung dieses Bauwerks, das eng mit der Tradition verbunden blieb. Er bot dort talentierten jungen Künstlern wie den Dirigenten Guido Cantelli und Carlo Maria Giulini oder dem Pianisten Pietro Scarpini eine Plattform für ihr Wirken. Von 1952 bis 1976 wirkte Nielsen dann als Kompositionslehrer und Direktor am Liceo Girolamo Frescobaldi in Ferrara.
Zur Würdigung der Persönlichkeit Riccardo Nielsens muss sein Engagement als Transkriptor Alter Musik berücksichtigt werden. Nielsen trat über vierzig Jahre lang mit Werkaufführungen von Komponisten wie Claudio Monteverdi, Francesco Cavalli, Marco da Gagliano, Benedetto Marcello, Domenico Scarlatti oder Giovanni Battista Pergolesi, von venezianischen Polyphonisten bis zu Ferrara-Madrigalisten hervor. Zur letztgenannter Ferrara-Schule und allgemeiner zur musikalischen Renaissance in der Stadt Este trat Nielsen mit einer modernen Ausgabe der Instrumentallieder von Girolamo Frescobaldi (1954) hervor. Mit dieser Arbeit ebnete er Wege für eine neue Generation von insbesondere nordamerikanischen Musikwissenschaftlern.

## Werke (Auswahl)
- Sinfonia concertante für Klavier und Orchester (1931)
- Capriccio für Klavier und Orchester (1932)
- Sinfonia in G (1933)
- Orchesterkonzert (1937)
- Psalm 99 für Männerchor und Klavier (1941)
- Musica per arch (1946)
- Monodram L’ incubo (Venedig 1948)
- Funkoper La via di Colombo (1953)
- Sonate für zwei Klaviere (1955)
- Variationen für Orchester (1956)
- Requiem nella miniera (1957)
- 7 Aforismi für Klarinette und Klavier (1958)
- Vier Goethelieder für Sopran und Orchester (1959)
- Invenzione e sinfonie für Sopran und Orchester (1959)
- Varianti für Orchester (1965)
- 6 + 5 fasce sonore für Streicher (1968)
- Kammerkantate für Sopran, dreistimmigen Frauenchor, Flöte, Klavier, Xylophon, Vibraphon, Pauke und Schlagzeug (1969)